# Biatlo nos Jogos Paralímpicos de Inverno de 2010 - Individual masculino
As competições individuais 12,5 km masculino nos Jogos Paraolímpicos de Inverno de 2010 foram disputadas no Parque Paraolímpico de Whistler em 17 de março.

## Medalhistas
| Medalha | Atletas sentados     | Atletas em pé            | Deficientes visuais    |
| ------- | -------------------- | ------------------------ | ---------------------- |
| Ouro    | RUS Irek Zaripov     | NOR Nils-Erik Ulset      | GER Wilhelm Brem       |
| Prata   | RUS Vladimir Kiselev | UKR Grygorii Vovchynskyi | RUS Nikolay Polukhin   |
| Bronze  | RUS Roman Petrushkov | GER Josef Giesen         | UKR Vitaliy Lukyanenko |

## Agenda
| Dia         | Horário (UTC-8) | Categoria           |
| ----------- | --------------- | ------------------- |
| 17 de março | 10:00           | Atletas em pé       |
| 17 de março | 12:00           | Atletas sentados    |
| 17 de março | 13:15           | Deficientes visuais |

## Resultados

### Atletas sentados
| Pos.              | Nº | Atleta                     | Tempo   | Diferença |
| ----------------- | -- | -------------------------- | ------- | --------- |
| Medalha de ouro   | 17 | RUS Irek Zaripov           | 42:22.4 |           |
| Medalha de prata  | 21 | RUS Vladimir Kiselev       | 42:29.9 |           |
| Medalha de bronze | 15 | RUS Roman Petrushkov       | 43:11.0 |           |
| 4                 | 20 | USA Andy Soule             | 44:26.2 |           |
| 5                 | 19 | UKR Iurii Kostiuk          | 44:33.8 |           |
| 6                 | 16 | JPN Kozo Kubo              | 44:39.6 |           |
| 7                 | 18 | NOR Trygve Toskedal Larsen | 47:15.5 |           |
| 8                 | 6  | RUS Sergey Shilov          | 47:16.5 |           |
| 9                 | 13 | UKR Sergiy Khyzhnyak       | 47:29.4 |           |
| 10                | 14 | BLR Aliaksandr Davidovich  | 48:26.6 |           |
| 11                | 9  | SUI Bruno Huber            | 50:01.2 |           |
| 12                | 7  | SVK Vladimir Gajdiciar     | 50:24.9 |           |
| 13                | 12 | FRA Romain Rosique         | 50:28.7 |           |
| 14                | 5  | POL Robert Wator           | 51:51.0 |           |
| 15                | 10 | FRA Georges Bettega        | 51:51.7 |           |
| 16                | 1  | UKR Ruslan Samchenko       | 51:59.5 |           |
| 17                | 8  | POL Kamil Rosiek           | 53:22.3 |           |
| 18                | 11 | CAN Lou Gibson             | 53:38.8 |           |
| 19                | 3  | JPN Hiroyuki Nagata        | 54:56.7 |           |
| 20                | 2  | FRA Thierry Raoux          | 55:23.2 |           |
| 21                | 4  | AUT Manfred Lehner         | 58:11.4 |           |

### Atletas em pé
| Pos.              | Nº | Atleta                   | Tempo   | Diferença |
| ----------------- | -- | ------------------------ | ------- | --------- |
| Medalha de ouro   | 15 | NOR Nils-Erik Ulset      | 38:29.4 |           |
| Medalha de prata  | 16 | UKR Grygorii Vovchynskyi | 39:28.5 |           |
| Medalha de bronze | 13 | GER Josef Giesen         | 41:25.0 |           |
| 4                 | 11 | RUS Kirill Mikhaylov     | 41:47.2 |           |
| 5                 | 10 | BLR Siarhei Silchanka    | 41:51.8 |           |
| 6                 | 3  | UKR Oleh Leshchyshyn     | 42:18.8 |           |
| 7                 | 14 | FRA Yannick Bourseaux    | 42:34.7 |           |
| 8                 | 6  | UKR Vitalii Sytnyk       | 43:19.8 |           |
| 9                 | 17 | AUT Michael Kurz         | 44:35.8 |           |
| 10                | 12 | GER Thomas Oelsner       | 44:49.4 |           |
| 11                | 2  | RUS Alfis Makamedinov    | 45:18.7 |           |
| 12                | 8  | RUS Valery Darovskikh    | 46:05.1 |           |
| 13                | 1  | RUS Vyacheslav Laykov    | 46:08.8 |           |
| 14                | 5  | JPN Keiichi Sato         | 47:35.5 |           |
| 15                | 4  | RUS Oleg Balukhto        | 49:02.8 |           |
| 16                | 9  | CAN Mark Arendz          | 49:52.6 |           |
| 17                | 7  | RUS Rushan Minnegulov    | 51:33.7 |           |

### Deficientes visuais
| Pos.              | Nº | Atleta                 | Tempo   | Diferença |
| ----------------- | -- | ---------------------- | ------- | --------- |
| Medalha de ouro   | 7  | GER Wilhelm Brem       | 38:28.6 |           |
| Medalha de prata  | 11 | RUS Nikolay Polukhin   | 38:32.7 |           |
| Medalha de bronze | 10 | UKR Vitaliy Lukyanenko | 38:55.5 |           |
| 4                 | 9  | BLR Vasili Shaptsiaboi | 40:47.6 |           |
| 5                 | 4  | FRA Thomas Clarion     | 41:44.9 |           |
| 6                 | 3  | UKR Oleg Munts         | 45:58.3 |           |
| 7                 | 8  | RUS Irek Mannanov      | 46:18.0 |           |
| 8                 | 5  | UKR Dmytro Shulga      | 50:19.6 |           |
| 9                 | 1  | UKR Iurii Utkin        | 51:05.5 |           |
| 10                | 2  | CAN Alexei Novikov     | 56:30.2 |           |
| 11                | 6  | CAN Brian McKeever     | DNS     | -         |

## Legenda
| Q   | Classificado (Qualified)       |
| DNS | Não largou (Did not start)     |
| DNF | Não terminou (Did not finish)  |
| DSQ | Desclassificado (Disqualified) |